# Rudolf Charousek
Rudolf Charousek, também conhecido por Reszo Charousek, foi um jogador de xadrez da Hungria, notável por ter vencido o então campeão mundial Emanuel Lasker durante o Torneio de xadrez de Nuremberga de 1896 o qual terminou em 12º lugar. Em outras competições internacionais, terminou em segundo lugar o Torneio de xadrez de Budapeste de 1896, vencido por Mikhail Chigorin, e o primeiro lugar no Torneio de xadrez de Berlim de 1897. Charousek faleceu vítima de tuberculose. 

## Principais resultados em torneios
| Data | Local          | Colocação | Observações                                                                                    |
| ---- | -------------- | --------- | ---------------------------------------------------------------------------------------------- |
| 1896 | Budapeste 1896 | 2         | Vencido por Mikhail Chigorin, com Harry Pillsbury em terceiro e Carl Schlechter em quarto.     |
| 1897 | Berlim 1897    | 1         | Com participação de Carl August Walbrodt, Joseph Henry Blackburne, Dawid Janowski e Amos Burn. |